# Aruattus
Aruattus is een geslacht van spinnen uit de familie springspinnen (Salticidae).

## Soorten
De volgende soorten zijn bij het geslacht ingedeeld:
- Aruattus agostii Logunov & Azarkina, 2008